# Nonantola
Nonantola ist eine italienische Stadt in der Provinz Modena (Region Emilia-Romagna).

## Lage und Einwohner
Nonantola liegt etwa 10 Kilometer nordöstlich von der Provinzhauptstadt Modena am rechten Ufer des Flusses Panaro und ist Teil der Sorbara-Union. Es grenzt im Norden an Ravarino, im Osten an die Bologneser Gemeinden Crevalcore und Sant’Agata Bolognese, im Süden an Castelfranco Emilia, im Westen an Modena und im Nordwesten an Bomporto. In der Gemeinde leben 16.110 Einwohner (Stand 31. Dezember 2023).

## Geschichte

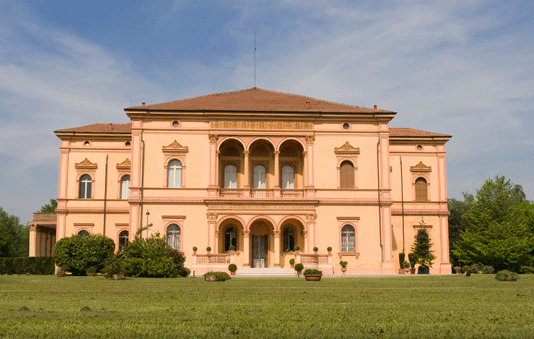
Villa Emma

Die Geschichte der Stadt ist eng verknüpft mit der Abtei Nonantola, einem 752 von St. Anselm gegründeten Benediktiner-Kloster. Anselm wird als Schutzpatron der Stadt verehrt. Nach dem Niedergang der Abtei im 13. Jahrhundert wurde sie 1419 an einen Kommendatarabt vergeben. Parallel dazu begann der Streit zwischen Modena und Bologna um den Ort selbst, der 1412 zugunsten der Familie Este entschieden wurde. 1419 wurde eine städtische Verfassung erlassen.
Zwischen Juli 1942 und September 1943 hielten sich in der Villa Emma, einer Sommerresidenz am Stadtrand, ungefähr siebzig jüdische Kinder und Jugendliche auf. Sie kamen aus Deutschland und Österreich und aus Kroatien. Fast alle waren Waisen oder ihre Verwandten waren inhaftiert worden. Die von Recha Freier 1933 ins Leben gerufene Organisation Kinder- und Jugend-Alijah hatte sich ihrer angenommen und sie nach Italien gebracht. Nach der deutschen Besetzung Italiens wurden die Kinder und Jugendlichen und ihre 13 Betreuer von italienischen Bürgern versteckt, bis sie in die Schweiz fliehen konnten. Alle überlebten, nur der Betreuer Goffredo Pacifici hatte sich nach der Flucht der Kinder entschieden, in Italien zu bleiben, um Weiteren zur Flucht zu verhelfen. Er wurde wahrscheinlich in Auschwitz ermordet.
Der Stadt wurde für die Rettung der Kinder und ihren Beitrag für die italienische Widerstandsbewegung die Goldmedaille für militärische Verdienste verliehen. Die 2004 in Erinnerung an diese Ereignisse gegründete „Stiftung Villa Emma“ betreibt in unmittelbarer Nähe der Villa Forschung und pädagogische Erinnerungsarbeit.

## Sehenswürdigkeiten

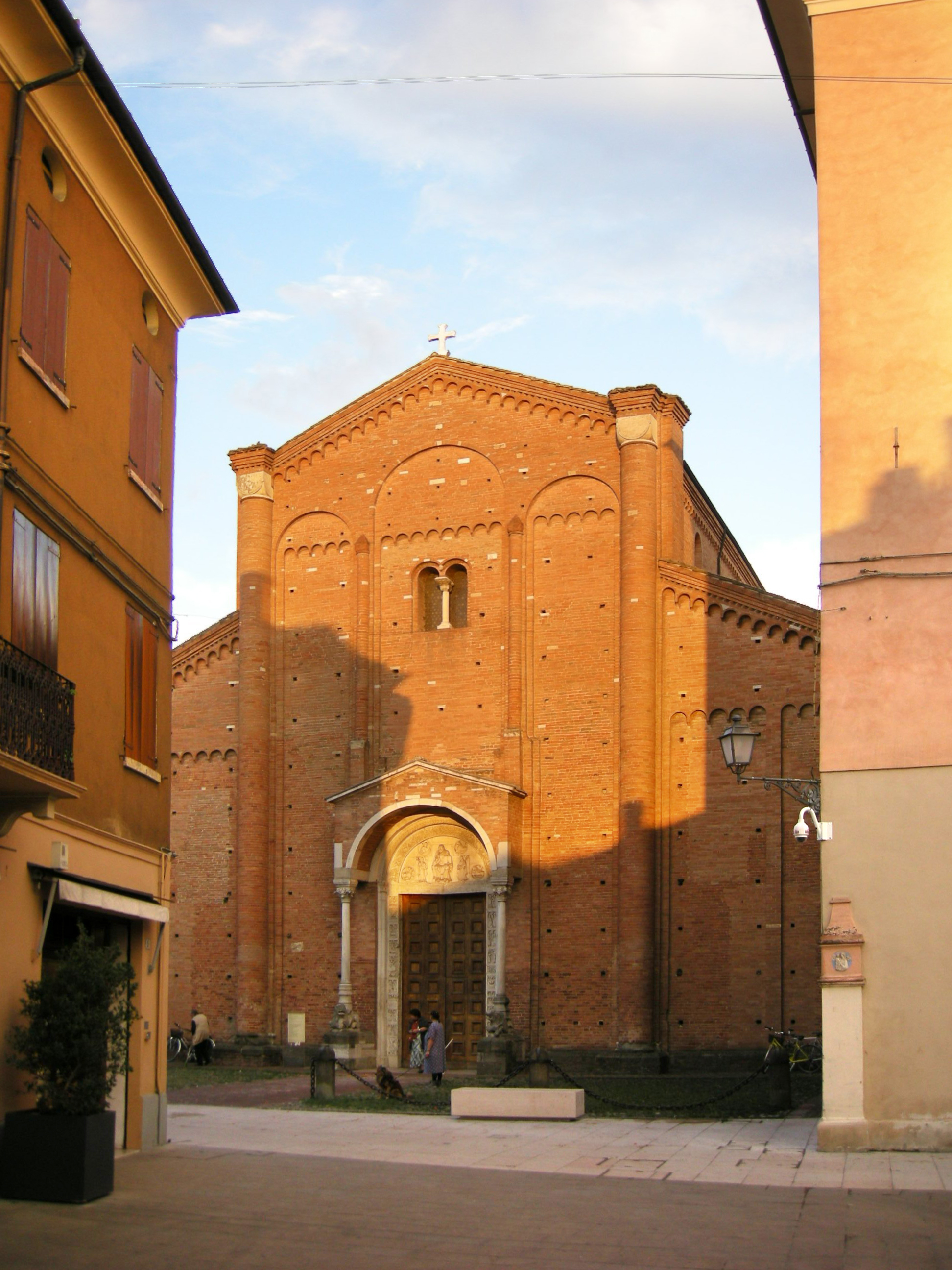
Fassade der Abtei

Unter den Bauten, die aus dem Mittelalter erhalten geblieben sind, befinden sich zwei Türme, dei Modenesi und dei Bolognesi genannt, sowie die Pieve di San Michele Arcangelo aus dem 9. Jahrhundert. Die wichtigste Sehenswürdigkeit ist jedoch die dem heiligen Silvester geweihte romanische Abtei Nonantola.

## Persönlichkeiten
- Erio Tosatti (* 1943), theoretischer Festkörperphysiker